# Szentgyörgyi Bálint
Szentgyörgyi Bálint (Budapest, 1992. május 22. –) magyar filmrendező, forgatókönyvíró, producer. Az első teljesen hazai fejlesztésű HBO sorozat, "A besúgó" alkotója. 2021-ben, a Forbes beválasztotta a 30 legsikeresebb 30 alatti magyar közé. 2022-ben meghívást kapott a The Cannes Series Writer's Club-ba.

## Kisjátékfilmek
2018-ban író-rendező-producerként készítette első kisjátékfilmjét “Koller Éva bátorsága” címmel.
2019-ben szintén író-rendező-producerként jegyzi második kisjátékfilmjét “Elszámolnivaló” címmel, melynek főszereplői: Törőcsik Franciska, Máté Gábor, Mácsai Pál, Mucsi Zoltán, Varga Ádám, Vas Judit Gigi és Tóth János Gergely.

## A Besúgó című sorozat
Szentgyörgyi széles körű ismertségre a 2022-ben bemutatott, első teljesen hazai fejlesztésű HBO Max sorozat, a Besúgó által tett szert, melynek írója, rendezője, kreátora.
A nagy sikerű filmsorozat egy alulról jövő kezdeményezésként indult, miután Szentgyörgyi egy egyszerű körülmények között készült pilotot értékesített az HBO MAX számára. A Besúgó premierjére a magyar sorozatok történetében először, egy A-kategóriás nemzetközi filmfesztiválon került sor. A genfi premiert követően, a közönség  61 országban követte a sorozatot, köztük az Egyesült Államokban, Latin-Amerikában és a Karib-térségben is. A sorozathoz angol, spanyol, cseh és lengyel nyelvű szinkron készült.
Nézettségét tekintve a Besúgó hazai pályán, az HBO MAX-on mindössze 10 hét alatt olyan versenytársakat utasított maga mögé, mint a Trónok Harca, a Jóbarátok, az Eufória, a Batman, a Szolgálólány meséje, az Agymenők vagy a Fehér Lótusz.
2023-ban a Highlights of Hungary közönségszavazása a Besúgót az év egyik legkiemelkedőbb magyar teljesítményének választotta.
A 2023-as Magyar Mozgókép Fesztiválon, a sorozat megkapta az Év Sorozatának díját.

## Nemzetközi Karrier
A Besúgó sikerének köszönhetően Szentgyörgyi második rendezését angol nyelven, a BBC számára készítette el, King and Conqueror címmel.
A sorozat főszereplői: Nikolaj Coster-Waldau (Trónok harca), Clémence Poésy (Harry Potter), Eddie Marsan (Sherlock Holmes) és Jean-Marc Barr (A nagy kékség). 
A King and Conqueror premierje 2025-ben várható a BBC műsorán.

## Díjai
- Magyar Mozgókép Díj (2023)- Legjobb Sorozat (A Besúgó)[19]
- Sára Sándor-díj (2025)[20]